# Kowalewo (powiat grodziski)
Kowalewo – wieś w Polsce, położona w województwie wielkopolskim, w powiecie grodziskim, w gminie Kamieniec. Przez Kowalewo przebiega droga wojewódzka nr 308.
W okresie Wielkiego Księstwa Poznańskiego (1815-1848) miejscowość wzmiankowana jako Kowalewo należała do wsi mniejszych w ówczesnym pruskim powiecie Kosten rejencji poznańskiej. Kowalewo należało do okręgu wielichowskiego tego powiatu i stanowiło część majątku Ujazd, którego właścicielem był wówczas Nepomucen Żółtowski. Według spisu urzędowego z 1837 roku Kowalewo liczyło 97 mieszkańców, którzy zamieszkiwali 13 dymów (domostw).
Pod koniec XIX wieku Kowalewo leżało nadal w pruskim powiecie kościańskim i liczyło 11 domostw i 113 mieszkańców wyznania katolickiego. Folwark Kowalewo należał wówczas nadal do majątku Ujazd
W latach 1975–1998 miejscowość należała administracyjnie do województwa poznańskiego.
W rejestrze zabytków Narodowego Instytutu Dziedzictwa nie ujęto obiektów z Kowalewa.
Zobacz też inne miejscowości o nazwie Kowalewo.